# Stenochariergus dorianae
Stenochariergus dorianae är en skalbaggsart som beskrevs av Giesbert och Hovore 1989. Stenochariergus dorianae ingår i släktet Stenochariergus och familjen långhorningar.
Artens utbredningsområde är Panama. Inga underarter finns listade i Catalogue of Life.